# JUST LIKE THIS 2016
『JUST LIKE THIS 2016』（ジャスト・ライク・ディス・にせんじゅうろく）は、SPYAIRの8作目の映像作品。2016年12月28日にSony Music Associated Recordsからリリースされた。　

## 概要
前作『DYNAMITE 〜シングル全部ヤリマス〜』より約7か月ぶりのリリース。2016年7月30日に、富士急ハイランド・コニファーフォレストで開催されたSPYAIR単独1万人野外ライブ映像が収録されている。
初回生産限定盤と通常盤の2形態によるリリースとなっており、初回生産限定盤は三方背クリアケース仕様に加え、カラーフォトブックとライブの舞台裏に密着したドキュメンタリー映像、オフィシャルツアーバス内で上映されたゲッターズ飯田が占う「どうなる!? SPYAIR 2016!!」が収録されている。
アンコール1曲目に披露された「君がいた夏」は収録されていない。

## 収録映像

### DISC 1
1. THIS IS HOW WE ROCK
  - 18thシングル表題曲
2. Rock'n Roll
  - 7thシングルc/w曲
3. JUST ONE LIFE
  - 13thシングル表題曲
4. アイム・ア・ビリーバー
  - 17thシングル表題曲
5. COME IN SUMMER
  - 4thアルバム収録曲
6. Are You Champion? Yeah!! I'm Champion!!
  - 11thシングルc/w曲
7. WENDY 〜It's You〜
  - 9thシングル表題曲
8. STAR
  - 8thシングルc/w曲
9. YOU2
  - 7thシングルc/w曲
10. サクラミツツキ
  - 10thシングル表題曲
11. あの頃、僕らは同じ未来を
  - 1stベストアルバム収録曲
12. 16 And Life
  - 3rdアルバム収録曲
13. Little Summer
  - 2ndアルバム収録曲
14. ROCKIN' OUT
  - 15thシングル表題曲

### DISC 2
1. Trust your anthem
  - 14thシングルc/w曲
2. OVERLOAD
  - 3rdアルバム収録曲
3. ジャパニケーション
  - 3rdシングル表題曲
4. ファイアスターター
  - 16thシングル表題曲
5. 現状ディストラクション
  - 12thシングル表題曲
6. JUST LIKE THIS
  - 2ndシングルc/w曲
7. イマジネーション
  - 14thシングル表題曲
8. サムライハート (Some Like It Hot!!)
  - 4thシングル表題曲

#### アンコール
1. SINGING
  - 1stシングルc/w曲

#### 初回生産限定盤のみ
1. DOCUMENTARY
2. “Trust your anthem”Movie
3. どうなる!? SPYAIR 2016!!